# Ulf Pilgaard
Ulf Pilgaard, född 15 november 1940 i Skive i Region Midtjylland, död 28 oktober 2024 i Hellerup i Gentofte kommun, var en dansk skådespelare.
Pilgaard medverkade bland annat i filmerna Nattvakten – Demons are Forever, Jultomtens dotter: Den magiska tidsmaskinen och Kandidaten. Han gick bort 28 oktober 2024 efter en kort tids sjukdom.

## Filmografi (i urval)
- 1994 – Nattvakten (1994)
- 2000 – Hjälp! Jag är en fisk
- 2003 – Arvet
- 2003 – Rembrandt
- 2008 – Kandidaten
- 2020 – Jultomtens dotter: Jakten på Kung Vinters kristall
- 2022 – Jultomtens dotter: Den magiska tidsmaskinen
- 2023 – Nattvakten – Demons are Forever

## Utmärkelser
- Bodilpriset för bästa manliga huvudroll, för Farligt venskab,  1996[3]
- Robert för bästa manliga huvudroll, för Farligt venskab,  1996[4]
- Årets Dirch,  2006[5]
- Riddare av Dannebrogorden,  12 januari 2007[6]
- Årets Dirch,  2012[5]

[Redigera Wikidata]